# 桐生大学短期大学部
桐生大学短期大学部（きりゅうだいがくたんきだいがくぶ、英語: Kiryu University Junior College）は、群馬県みどり市笠懸町阿左美606-7に本部を置く日本の私立大学。1901年創立、1963年大学設置。大学の略称は桐短。学園の名の由来となった桐生ヶ岡、笠懸町内にある鹿田山、上州の名峰赤城山などを眺望できる。現立地は駅立地に恵まれているとは言えないため、今後の少子化や桐生市街地の活性化を考慮し、桐生市街地への新キャンパス移設を期待する声も少なくない。

## 概観

### 大学全体
- 学校法人桐丘学園により1963年に桐丘女子短期大学として設置された。桐生市の郊外に広がる「笠懸野」と呼ばれる平野にキャンパスが立地する。現在、2つの学科からなっている。桐生大学は、同キャンパスに併設されている。

### 建学の精神（校訓・理念・学是）
桐生大学短期大学部における建学の精神は、「社会にでて役に立つ人間の育成」となっている。

### 教育および研究
- 桐生大学短期大学部の生活科学科には栄養士を養成する課程があり、附属幼稚園での栄養学実験が行われている。
- アート・デザイン学科には漫画家を目指すためのコースや、ファッションデザインに関する科目を学ぶ「ファッションデザイン」コースがある。また、漫画家の柴田亜美や武蔵野美術大学教授楫義明による特別講義もある。
- 生活科学科とアート・デザイン学科ではオーストラリアにて海外研修旅行が行われている。2007年度よりイタリア海外研修旅行も実施されている。

### 学風および特色
- 桐生大学短期大学部では少人数制を行っている。
- 図書館の開放や各業界における有名人を招いての公開講座やコンサートを行っている。
- ボランティア活動にも力をいれている。
- 群馬県内の大学で初めて、国際規格ISO14001認証を取得している。

## 沿革

### 略歴
- 創立は古く、1901年にまで遡る。創立者は番幹子。繊維業の盛んだった桐生市らしく、「桐生裁縫専門女学館」がその起源となる。創立の目的は「女性として自立するための自覚と技術を身につける」こととなっている。

### 年表
- 1963年 桐丘女子短期大学（きりがおかじょしたんきだいがく）として開学。被服科を置く[1]。
- 1964年 学科を増設。
  - 食物科
  - 生活デザイン科
- 1968年 別科家政専修を設置。
- 1971年 桐丘短期大学（きりがおかたんきだいがく）と校名を変更。共学となる[2]。
- 1988年 食物科を生活科学科と学科名を変更。
- 1989年 桐生短期大学と校名を変更。
- 1996年 看護学科を増設。
- 1999年 学生ホール棟完成。
- 2001年 創立100周年。専攻科助産学専攻を新設。
- 2006年 生活デザイン科をアート・デザイン学科と学科名を変更。
- 2008年 桐生大学の開学に合せて桐生大学短期大学部と校名を変更。
- 2022年 6月4日に、生活科学科を桐生大学医療保健学部へ発展的に統合(4年制化)するために2024年度以降の生活科学科の学生募集を停止することを発表[3]。

## 交通アクセス
- スクールバス
  - 桐生駅南口より25分：桐丘学園本部 - 桐生駅南口 - 錦町二丁目 - 新桐生駅 - 阿左美駅 - 桐生短期大学
- 鉄道
  - 東武鉄道桐生線阿左美駅より徒歩15分
  - JR両毛線岩宿駅より徒歩25分
- 道路
  - 北関東自動車道太田藪塚ICより10分
  - 北関東自動車道伊勢崎ICより20分
  - 東北自動車道佐野藤岡ICより50分

## 組織

### 学科
- 生活科学科
- アート・デザイン学科

### 過去にあった学科
- 被服科：募集は1982年度まで[4]。現在のアート・デザイン学科ファッションデザインコースに類似したカリキュラムになっていたものとみられる。
- 看護学科：募集は2007年度まで。翌年度より桐生大学医療保健学部看護学科へ移行。

### 過去にあった専攻科
- 助産学専攻：桐生大学別科助産専攻に移行。

### 別科
かつて家政専修が設けられていた。

### 取得資格について
資格
- 栄養士：生活科学科

受験資格
- 看護師国家試験受験資格：看護学科にて取得可能であった。
- 助産師国家試験受験資格：専攻科助産学専攻にて取得可能であった

教職課程
- 中学校教諭二種免許状
  - 美術：アート・デザイン学科
  - 家庭：生活科学科にて設置されている。
- 栄養教諭二種免許状：生活科学科

## 学生生活
部活動・クラブ活動・サークル活動
- 桐生大学短期大学部のクラブ活動
  - 体育系：バレーボール・バスケットボール・フットサル・バドミントンほか
  - 文化系：茶道・イラスト・ボランティア・軽音楽・紅茶同好会ほか

学園祭
- 桐生大学短期大学部の学園祭は「きらめき祭」と呼ばれ、行われている。

スポーツ
- 女子バスケットボールが、「群馬県私立大学スポーツ大会」において2年連続で優勝している。
- バドミントンが、「群馬県私立大学スポーツ大会」の男子の部で優勝、女子の部で準優勝している。

## 施設
キャンパス
- 1号館（アート・デザイン学科棟）・4号館・9号館（生活科学科実験室）・コミュニティーホールがある。

寮
- 桐生大学短期大学部では、アパートの斡旋が行われている。

## 系列校
- 桐生大学
- 桐生大学附属中学校・桐生第一高等学校

## 卒業後の進路について

### 就職について
- 生活科学科：栄養士資格を活かした職としては、保育所や社会福祉施設・病院や一冨士フードサービス・日清医療食品・エームサービスなどがある
- アート・デザイン学科：パナホーム北関東・足利銀行・住友生命保険などがある。
- 看護学科：全員が看護職として、伊勢崎市民病院・群馬大学医学部附属病院・防衛医科大学校病院・東海大学医学部付属病院など医療機関に就職している。

### 編入学・進学実績
- 生活科学科：高崎経済大学・茨城キリスト教大学・東京福祉大学・女子栄養大学・聖徳大学・相模女子大学・くらしき作陽大学・愛知学泉大学ほか
- アート・デザイン学科：女子美術大学・多摩美術大学・武蔵野美術大学・長岡造形大学・新潟工科大学・大阪成蹊大学・横浜美術短期大学専攻科ほか
- 看護学科：桐生大学短期大学部（桐生短期大学含む）専攻科以外に、群馬大学・宮城大学・自治医科大学・新潟青陵大学などがある。

## 附属学校
- 桐生短期大学付属幼稚園（現：桐生大学付属幼稚園）